# 27320 Vellinga
27320 Vellinga este un asteroid din centura principală de asteroizi.

## Descriere
27320 Vellinga este un asteroid din centura principală de asteroizi. A fost descoperit pe 30 ianuarie 2000 în cadrul proiectului CSS. Asteroidul prezintă o orbită caracterizată de o semiaxă mare de 2,39 ua, o excentricitate de 0,13 și o înclinație de 0,6° în raport cu ecliptica.